# Naziha Salim
Pour les articles homonymes, voir Salim.
Naziha Salim (en arabe : نزيهة سليم, 1927 – 15 février 2008) est une artiste, professeur d'art et auteure irakienne, décrite par Jalal Talabani, l'ancien président irakien, comme « la première femme irakienne qui a ancré les piliers de l'art contemporain irakien ».
Le 23 avril 2022, Google l'a célébrée avec un Google Doodle,.

## Biographie
Peu d'attention scientifique a été accordée à la vie culturelle et artistique des femmes artistes en Irak. Pour Naziha Salim, son histoire a été éclipsée par celle de son célèbre frère aîné, Jawad Salim,,.
Naziha Salim est née en 1927 à Istanbul de parents irakiens, originaires de Mossoul,,. À sa naissance, son père était officier dans l'armée ottomane, stationné en Turquie. La famille est retournée à Bagdad dans les années 1920, alors que Naziha était encore une petite enfant
Elle est née dans une famille d'artistes irakiens vivant en Turquie. Son père, Hajji Mohammed Salim (1883-1941) était un peintre, tandis que sa mère était également une artiste et une brodeuse qualifiée. L'artiste, Abdul Qadir Al Rassam, le premier irakien à peindre dans le style européen, était un parent plus âgé (peut-être le cousin de son père). Ses frères aînés étaient aussi des artistes talentueux. Rashid (né en 1918) était un caricaturiste politique ; Su'ad Salim (né en 1918), peintre et designer qui concevra les armoiries de la République irakienne ; Jawad (né en 1920), peintre et sculpteur, est devenu le sculpteur le plus aimé d'Irak et Nizarre (né en 1925) était également un artiste,.
Elle a été l'une des premières femmes à avoir obtenu une bourse pour étudier l'art à l'étranger,. Dans les années 1940, elle est diplômée de l'Institut des beaux-arts de Bagdad et, après avoir obtenu la bourse, elle poursuit ses études artistiques à Paris. Dans les années 1960, elle revient à l'Institut des Beaux-Arts, où elle enseigne en tant que professeur jusqu'à sa retraite dans les années 1980.
Elle était une participante active dans la communauté artistique irakienne ; un membre fondateur du groupe artistique connu sous le nom d'Al-Ruwwad ; le premier groupe d'artistes irakiens à étudier à l'étranger et qui cherchait à incorporer les techniques de l'art européen moderne dans une esthétique typiquement irakienne. Ce groupe a eu une influence majeure sur les générations futures d'artistes irakiens.
Naziha Salim est victime en 2003 d'un accident vasculaire cérébral en 2003, qui la laisse paralysée. Cinq ans plus tard, elle meurt à Bagdad à l'âge de 81 ans. Le président Jalal Talabani a qualifié sa mort de « grande perte pour l'art et la culture irakiens ».

## Œuvre
Elle est l'auteur d'une histoire de l'art irakien moderne, intitulée Iraq: Contemporary Art, publiée par Sartec en 1977, qui continue d'être utilisée comme une source précieuse pour le développement précoce du mouvement de l'art moderne irakien.
Les thèmes de ses peintures tournent autour des représentations des femmes et de la famille; sa propre famille, des femmes rurales irakiennes, des paysannes, des femmes au travail, des déesses mésopotamiennes et arabes. Elle a participé à divers mouvements expérimentaux et son travail a souvent illustré les changements qui s'opèrent dans la vie des femmes. À ce titre, Naziha Salim, avec ses contemporains, « a contribué à l'ouverture de nouveaux espaces culturels, sociaux et politiques ».

### Peintures
- Danseurs, date inconnue
- Le rêve d'une nuit, 1978 [22]
- La femme du martyr, date inconnue, maintenant dans la collection Barjeel